# SYRO
Diogo Lopes (Lisboa, 23 de fevereiro de 1995), mais conhecido como SYRO (pronuncia-se da mesma maneira que "Ciro"), é um cantor, compositor e baterista português.
É autor do single de sucesso "Perto de Mim", lançado em 2020, cujo videoclipe conta com milhões de visualizações na plataforma YouTube.

## Carreira
Iniciou o seu percurso musical, possuindo apenas 12 anos, enquanto baterista. Mais tarde, licenciou-se em jazz e música moderna.
Integrou a banda de pop-rock portuguesa Caelum's Edge, fundada em 2012 e vencedora da primeira edição do concurso EDP Live Bands. Manteve-se na banda,̃ até 2016.
Em 2018, decidiu apresentar-se em nome próprio e começar uma carreira a solo, tendo lançado o seu primeiro single, "Deixa Passar".
Em 2020, a sua carreira musical disparou, após ter lançado o single "Perto de Mim", que conquistou o alcançou números impressionantes nas plataformas onde foi lançado.
Em 2021, depois de ter assinado com a Sony Music Entertainment Portugal, tornando-se artista da produtora, lançou o single "Casa". No mesmo ano, foi nomeado para os Play - Prémios da Música Portuguesa, na categoria de Artista Revelação.
Ainda em 2021, em colaboração com a Sony Music Entertainment Portugal, lançou o seu primeiro álbum, Genesis", um disco que juntara alguns dos seus singles com temas que ainda não havia lançado, resultando num total de doze faixas. Foram realizados dois concertos de apresentação para o mesmo, que tiveram lugar no Hard Club (Porto) e no Capitólio (Lisboa), a 27 de novembro e 3 de dezembro de 2021, respetivamente.
Em 2022, participou no Festival da Canção, tendo interpretado o tema "Ainda Nos Temos", passando à final e finalizando em 9.º lugar
Ainda em 2022, foi nomeado para os prémios MTV Europe Music Awards.
A sua grande referência é o cantor britânico Phil Collins, que também exerce a função de baterista. Devido a tal facto, em entrevistas, SYRO já foi apelidado de "Phil Collins Português".
Alguns dos seus temas fazem parte da banda sonora de algumas telenovelas portuguesas, o que representa valor para os mesmos e contribui para a visibilidade do intérprete.

## Banda sonora
| Tema                            | Telenovela     | Nota             | Ref.          |
| ------------------------------- | -------------- | ---------------- | ------------- |
| "Deixa Passar"                  | Valor da Vida  |                  | [ 22 ]        |
| "Perto de Mim"                  | Quer o Destino |                  | [ 21 ]        |
| "Acordar"                       | Amar Demais    |                  | [ 23 ]        |
| "Casa"                          | Festa é Festa  |                  | [ 15 ] [ 24 ] |
| "Rio d'Água" (com Gisela João)  | Quero é Viver  |                  | [ 25 ]        |
| "Ainda Nos Temos"               | Quero é Viver  |                  | [ 25 ]        |
| "Flor de Cacau" (com Giulia Be) | Cacau          | Tema do genérico | [ 26 ]        |

## Discografia

### Singlescomo artista principal:
| Título                           | Ano  | Álbum   |
| -------------------------------- | ---- | ------- |
| "Deixa Passar"                   | 2018 |         |
| "E Agora"                        | 2019 |         |
| "Sinto-me Bem"                   | 2019 |         |
| "Perto de Mim"                   | 2020 | Genesis |
| "Acordar"                        | 2020 | Genesis |
| "Casa"                           | 2021 | Genesis |
| "Rio d'Água" (com Gisela João)   | 2021 | Genesis |
| "Ainda Nos Temos"                | 2022 |         |
| "Sin Perdón" (com Polo Nandez)   | 2022 |         |
| "Contramão"                      | 2022 |         |
| "Dor de Amar" (com Anda Pacheco) | 2023 | 11 11   |
| "Podia Jurar"                    | 2023 | 11 11   |
| "Brutos Diamantes" (com Bispo)   | 2023 | 11 11   |
| "Flor de Cacau" (com Giulia Be)  | 2024 |         |
| "Vamos Ser"                      | 2024 |         |
| "Castelo de Cartas"              | 2025 |         |

### Singlescomo artista convidado:
| Título                                  | Ano  |
| --------------------------------------- | ---- |
| "Coração" (David Carreira com SYRO)     | 2024 |
| "Ma Chérie" (Mickael Carreira com SYRO) | 2024 |

### Álbuns de estúdio:
| Título  | Ano  |
| ------- | ---- |
| Genesis | 2021 |
| 11 11   | 2023 |

### ÁlbumGenesis
Genesis, da palavra "origem", é o álbum de estreia de SYRO, composto por doze temas. Foi em lançado em 2021.

### Músicas do álbum:
| Nº | Título                                | Single |
| -- | ------------------------------------- | ------ |
| 01 | "Genesis"                             |        |
| 02 | "Selva"                               |        |
| 03 | "Dei-te Tudo"                         |        |
| 04 | "Acordar"                             | ✓      |
| 05 | "Dia de Amanhã" (com Marco Rodrigues) |        |
| 06 | "Casa"                                | ✓      |
| 07 | "Rio d'Água" (com Gisela João)        | ✓      |
| 08 | "Perto de Mim"                        | ✓      |
| 09 | "Lágrimas"                            |        |
| 10 | "Anjo x Diabo"                        |        |
| 11 | "Caminho"                             |        |
| 12 | "Morte"                               |        |

## Prémios

### MTV Europe Music Awards
| Ano  | Categoria                | Resultado |
| ---- | ------------------------ | --------- |
| 2022 | Melhor Artista Português | Indicado  |

### Play - Prémios da Música Portuguesa
| Ano  | Categoria         | Resultado |
| ---- | ----------------- | --------- |
| 2021 | Artista Revelação | Indicado  |

### International Portuguese Music Awards
| Ano  | Categoria       | Trabalho  | Resultado |
| ---- | --------------- | --------- | --------- |
| 2021 | Performance Pop | "Acordar" | Venceu    |